# Pelophryne misera
Pelophryne misera és una espècie d'amfibi que viu a Malàisia i, possiblement també, a Indonèsia.
Està amenaçada d'extinció per la pèrdua del seu hàbitat natural.